# 폴 스튜어트 (자동차 경주 선수)

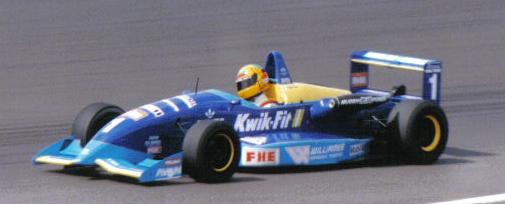
1995년 영국 포뮬러 3 챔피언십 시즌 동안 실버스톤에서 폴 스튜어트 레이싱을 위해 운전하는 랄프 피먼.

폴 에번 스튜어트(영어: Paul Evan Stewart, 1965년 10월 29일 ~ )는 스코틀랜드의 전직 자동차 경주 선수이다. 세 번의 포뮬러 원 세계 챔피언인 재키 스튜어트의 아들이다.
스튜어트는 1988년 포뮬러 포드 2000, 1989년부터 1990년까지 영국 포뮬러 3 챔피언십, 1991년부터 1993년까지 포뮬러 3000에서 폴 스튜어트 레이싱 팀의 일원으로 참가했다. 그 기간 동안, 그는 1991년 마르코 아피셀라, 1992년 데이비드 콜하드, 1993년 길 드 페란의 팀 동료였다. 드 페란은 1993년에 팀의 첫 번째 승리를 거두었다. 그 후, 스튜어트는 드라이버로서의 경력을 포기하고 1994년부터 팀 매니저로서의 역할에 집중하기로 결정했다. 그 팀은 F3, 1992년부터 1994년, 1996년부터 2000년까지 8번의 팀 챔피언십에서 우승했다.
1996년 재키와 함께 1997년부터 1999년까지 포뮬러 원(Formula One)에서 경쟁한 스튜어트 그랑프리를 결성했다. 1999년 말 포드는 이 팀을 인수했으며, 이 팀은 2000년부터 재규어 레이싱, 2005년에는 레드불 레이싱이 되었다.